# Pachnoda jokoensis
Pachnoda jokoensis är en skalbaggsart som beskrevs av Moser 1915. Pachnoda jokoensis ingår i släktet Pachnoda och familjen Cetoniidae. Inga underarter finns listade i Catalogue of Life.